# Slana (Petrinja)
Slana is een plaats in de gemeente Petrinja in de Kroatische provincie Sisak-Moslavina. De plaats telt 130 inwoners (2001).